# Longines Masters of Lausanne

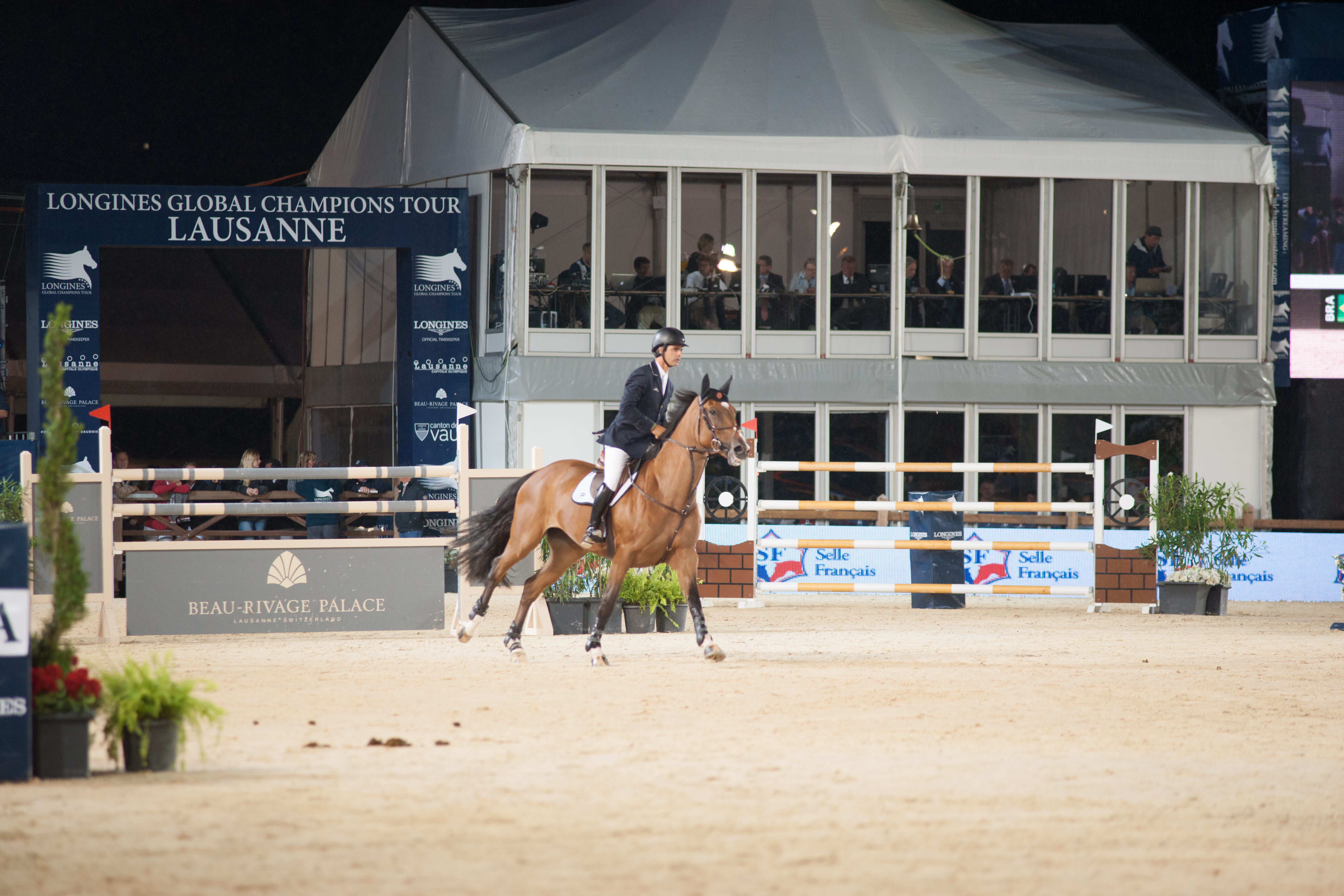
Teilansicht des Reitstadions während der Lausanne International Horse Show 2013

Das Longines Masters of Lausanne ist ein internationales Reitturnier, welches im Juni in Lausanne ausgerichtet wird. Ausgeschrieben ist das Turnier als CSI 5*, der höchsten Kategorie im Springreiten. Austragungsort ist der Place de Bellerive, der in unmittelbarer Nähe des Genfersees gelegen ist.

## Turniergeschichte
Der CSI 5* von Lausanne ist ein recht junges Turnier mit wechselvoller Entwicklung. Das Turnier fand erstmals im September 2012 statt. In den Jahren 2012 bis 2014 trug es den Namen Lausanne International Horse Show. Die Hauptprüfung des Turniers, der Grand Prix am Samstag, war in diesen Jahren eine Station der Global Champions Tour.
Nach einem Jahr Pause wurde im September 2016 erneut ein CSI 5*-Turnier durchgeführt. Nun als International Longines Horse-Show of Lausanne betitelt, fand das Turnier zwei Mal statt. Das Turnier des Jahres 2018 wurde durch den Schweizer Pferdesportverband im Frühjahr aus dem Kalender der FEI gestrichen, da die Veranstalter trotz gesetzten Fristen Schulden bei Gebühren nicht beglichen hatte.
Ein dritter Anlauf wurde 2019 genommen: Neuer Veranstalter ist EEM World, Titelsponsor erneut Longines. Der Veranstalter änderte den Namen des Turniers auf Longines Masters of Lausanne und passten den Turnierablauf an die drei bestehenden Turniere des Longines Masters Grand Slam an. Hauptprüfungen der als Masters One bezeichneten CSI 5*-Tour sind eine Springprüfung mit Stechen (Höhe 1,55 Meter) am Freitag, eine hochdotierte Zeitspringprüfung am Samstag sowie dem Grand Prix.

## Grand Prix
Der Grand Prix von Lausanne ist die Hauptprüfung des Turniers. Die ersten drei Jahre wurde er, wie in der Global Champions Tour üblich, am Samstag ausgerichtet. Seit 2016 findet er jeweils am Nachmittag des letzten Turniertags statt. Die Prüfung ist im Jahr 2019 mit 300.000 Euro dotiert gewesen. Es handelt sich hierbei um eine Springprüfung mit Stechen mit Hindernishöhen von bis zu 1,60 Meter.
Sieger im Grand Prix:
- 2012:  Laura Kraut mit Cedric
- 2013:  Lucy Davis mit Barron
- 2014:  Ludger Beerbaum mit Chaman
- 2016:  Robert Whitaker mit Catwalk IV
- 2017:  Simone Blum mit DSP Alice
- 2019:  Gudrun Patteet mit Pebbles Z